# Larry Clark
Lawrence Donald Clark (Tulsa, Oklahoma, 19 de janeiro de 1943) é um fotógrafo e cineasta americano. É conhecido por utilizar como assunto para seus trabalhos jovens em atos de violência, uso de drogas e práticas sexuais. Seu trabalho mais conhecido é o filme Kids, de 1995.

## Filmografia
- 1995 - Kids
- 1998 - Another Day in Paradise
- 2001 - Bully
- 2002 - Teenage Caveman
- 2002 - Ken Park
- 2005 - House MD
- 2006 - Wassup Rockers
- 2006 - Destricted
- 2012 - Marfa Girl
- 2014 - The Smell of Us
- 2018 - Marfa Girl 2